# Cristo abençoador
Cristo abençoador é uma pintura do pintor e desenhista francês, Jean-Auguste Dominique Ingres (1780-1867) criada em 1834. A obra é do gênero arte sacra. Está localizada no Museu de Arte de São Paulo e retrata Jesus Cristo em um gesto de bênção.

## Descrição
A obra foi produzida com tinta a óleo sobre lona. Suas medidas são: 80 centímetros de altura e 66,5 centímetros de largura. O número de inventário é MASP.00060. A pintura passou a fazer parte do acervo em 1958.